# James Planché
Pour les articles homonymes, voir Planché.
 (septembre 2013).
James Robinson Planché est un dramaturge, antiquaire et généalogiste britannique né le 27 février 1796 à Londres et mort le 30 mai 1880 dans la même ville.
Sur une période d'environ 60 ans il écrit, adapte ou collabore sur 176 pièces de théâtre de différents genres notamment comédie, mélodrame et opéra. Planché introduit des costumes historiques précis dans les théâtres anglais du XIXe siècle et en conséquence devient un expert sur le sujet publiant de nombreux ouvrages. Son intérêt pour les costumes le conduit à s'intéresser à l'héraldique et à la généalogie.

## Enfance
James Robinson Planché est né en 1796 dans le quartier de Picadilly de Jacques Planché et Catherine Emily Planché. Ses parents étaient des cousins au premier degré et descendants de réfugiés huguenots qui sont venus s'installer en Angleterre en 1684 à la suite de la révocation de l'édit de Nantes en France. Le père était un prospère fabricant de montres, métier qu'il apprit en Suisse.
Planché est élevé par sa mère à la maison jusqu'à l'âge de huit ans. Il est ensuite envoyé à l'internat. Il rejoint une compagnie de théâtre dans laquelle il joue et écrit des pièces.

## Mariage et famille
Le 26 avril 1821 Planché épouse Elizabeth St. George également dramaturge. Planché et sa femme eurent 2 filles Frances, née en 1823 et Matilda Anne, née en 1825. Matilda devient par la suite auteur de livres pour enfants.

## Vie adulte
En 1831, Planché est un des fondateurs du Garrick Club. Il aime fréquenter les gens connus et les milieux de la littérature et du théâtre. En dépit du nombre de pièces qu'il a créées, Planché ne devint jamais particulièrement riche. Au moment de sa mort à 84 ans, sa fortune est estimée inférieure à 1000 livres.

## Travaux
- Costumes of Shakespeare's King John, &c., by J. K. Meadows and G. Scharf, with biographical, critical, and explanatory notices, 1823–5, 5 parties.
- Shere Afkun, the first husband of Nourmahal, a legend of Hindoostan, 1823.
- Lays and Legends of the Rhine, 1827
- Descent of the Danube from Ratisbon to Vienna, 1828.
- A Catalogue of the Collection of Ancient Arms and Armour, the property of Bernard Brocas, with a prefatory notice, 1834.
- History of British Costume from the Earliest Period to the Close of the 18th Century, 1834.
- Regal Records, or a Chronicle of the Coronation of the Queens Regnant of England, 1838.
- The Pursuivant of Arms, or Heraldry founded upon Facts, 1852.
- King Nut Cracker, a fairy tale from the German of A. H. Hoffmann, traduit en 1853 ;
- Fairy Tales by the Countess d'Aulnoy, translated 1855, 2e édition 1888 ;
- Four-and-twenty Fairy Tales selected from those of Perrault and other popular writers, 1858 ;
- A Corner of Kent, or some account of the parish of Ash-next-Sandwich, 1864.
- An Introduction to Heraldry by H. Clark, édité en 1866.
- Pieces of Pleasantry for private performance during the Christmas Holidays, 1868.
- The recollections and reflections of J.R. Planché (Somerset herald) : a professional biography ; in two volumes 1872.
- William with the Ring, a romance in rhyme, 1873.
- The Conqueror and his Companions, 1874, 2 vols.
- A Cyclopaedia of Costume, or Dictionary of Dress, 1876–9, 2 vols.
- Suggestions for establishing an English Art Theatre, 1879.
- The extravaganzas of J. R. Planché, esq., (Somerset herald) 1825-1871 1879, 5 vols.
- Songs and Poems, 1881[1].